# Hanovra 96
Hanovra 96 este un club de fotbal din Hanovra, Germania, care evoluează în 2. Bundesliga. Echipa a fost înființată în anul 1896. Hanovra a câștigat de două ori titlul de campioană a Germaniei, în anii 1938 și 1954, iar în 1992, a cucerit Cupa Germaniei. Marea rivală a echipei Hanovra 96 este Eintracht Braunschweig.